# Jaguaretê (Erechim)
Jaguaretê é um distrito do município de Erechim, no Rio Grande do Sul . O distrito possui  cerca de 700 habitantes e está situado na região norte do município .